# Éléments constitutifs d'une infraction en droit romano-germanique
 (janvier 2020).
Si vous disposez d'ouvrages ou d'articles de référence ou si vous connaissez des sites web de qualité traitant du thème abordé ici, merci de compléter l'article en donnant les références utiles à sa vérifiabilité et en les liant à la section « Notes et références ».
Les éléments constitutifs d'une infraction sont, dans les pays de droits de tradition civiliste, la réunion impérative de trois éléments, légal, matériel et moral, qui permettent de qualifier une infraction en matière pénale.
En absence de réunion de ces trois éléments, seules les juridictions civiles, ou administratives lorsqu'elles existent, sont compétentes pour juger du litige.
Suivant les législations des pays et leurs jurisprudences, les éléments constitutifs d'une infraction peuvent quelque peu différer.

## Élément légal
Il n'y a pas de peine sans loi. Pour qu'une personne puisse être sanctionnée pénalement, il faut en effet qu'elle ait violé une loi qui emporte une sanction pénale. Dans le cas contraire, elle pourra cependant voir sa responsabilité civile engagée, c'est le cas par exemple du vol entre époux.
Cet élément différencie le droit pénal d'autres secteurs du droit où le juge se place uniquement en déterminateur du juste et de l'équitable et où il est contraint, in fine, de prendre position sur tout problème de droit qui lui est soumis relevant de sa compétence.

## Élément matériel
L'élément matériel est la concrétisation de l'infraction. Imaginer simplement commettre une infraction n'est pas suffisant, il faut que ce désir soit mis en pratique.
Le ou les éléments matériels requis sont déterminés infraction par infraction. Le vol par exemple consiste à soustraire frauduleusement une chose appartenant à autrui ; si vous êtes vous même propriétaire de la chose ou que la chose est dépourvue de propriétaire, il ne peut y avoir de vol.
Cet élément matériel peut être une action mais également une omission ou abstention. Dans ce dernier cas, on parle d'omission coupable car la loi prévoit qu'une action doit être posée dans telle circonstance alors qu'elle ne l'a pas été. La non-assistance à personne en danger est ainsi un délit d'omission coupable ou abstention coupable.

## Élément moral
L'élément moral est constitué par la volonté de l'auteur, que celle-ci soit intentionnelle ou non.